# 99 Songs of Revolution
Albums de Streetlight Manifesto
Somewhere in the Between
(2007) The Hands That Thieve
(2013)
Singles
1. Me and Julio Down by the Schoolyard
Sortie : 2010

99 Songs of Revolution: Vol. 1 est le quatrième album studio du groupe de ska punk américain Streetlight Manifesto, sorti le 16 mars 2010.
Il fait partie d'un projet de reprises de morceaux incluant de nombreux artistes tels que Bandits of the Acoustic Revolution.

## Contexte et sortie
99 Songs of Revolution est, à l'origine, un projet pensé pour Bandits of the Acoustic Revolution, comme l'indique sur la pochette de leur premier EP de 2001, A Call to Arms.
Peu d'informations sur ce projet ne sont dévoilées avant septembre 2008, lorsque celui-ci est officiellement et publiquement annoncé. Il est communiqué que 99 Songs of Revolution comporterait 99 reprises, étalées sur quatre albums de quatre artistes différents. Chacun des quatre groupes, Bandits of the Acoustic Revolution, Streetlight Manifesto et deux autres artistes liés à Streetlight Manifesto sortiront deux albums dans ce projet.
Le projet tente de voir le jour à plusieurs reprises en 2008 et 2009, jusqu'à ce que, fin 2009, le premier CD soit annoncé, par Streetlight Manifesto, comme prêt et en attente de parution par la maison de disque. Le groupe évoque aussi l'autoproduction de cet album en vinyle par Pentimento Music Company (en) "longtemps avant" que leur propre label puisse le sortir en CD.
De même, fin 2009, Streetlight Manifesto commence à donner un aperçu de leurs morceaux de 99 Songs of Revolution sur leur site internet et pendant leurs concerts,.
La première sortie de la série, Volume 1 par Streetlight Manifesto, sort le 16 mars 2010 chez Victory Records. Me and Julio Down by the Schoolyard paraît en tant que single une semaine avant la sortie de ce premier volume.
Ce Volume 1 contient deux morceaux écrits par Paul Simon, Me and Julio Down by the Schoolyard (en) et Red Rubber Ball (en), bien que Simon and Garfunkel n'aient jamais enregistré Red Rubber Ball, il avait été interprété en 1966 par The Cyrkle.

## Liste des morceaux
| Volume 1 | Volume 1 | Volume 1                                           | Volume 1 | Volume 1 | Volume 1 | Volume 1 | Volume 1 | Volume 1 | Volume 1 |
| No       | Titre | Artiste original                                   | Durée    |          |          |          |          |          |          |
| -------- | --- | -------------------------------------------------- | -------- | -------- | -------- | -------- | -------- | -------- | -------- |
| 1.       | Birds Flying Away                                                                                             | Mason Jennings (en)                                | 3:27     |          |          |          |          |          |          |
| 2.       | Hell | Squirrel Nut Zippers                               | 2:56     |          |          |          |          |          |          |
| 3.       | Just | Radiohead                                          | 3:00     |          |          |          |          |          |          |
| 4.       | Skyscraper | Bad Religion                                       | 2:40     |          |          |          |          |          |          |
| 5.       | Punk Rock Girl                                                                                                | The Dead Milkmen                                   | 2:17     |          |          |          |          |          |          |
| 6.       | Linoleum | NOFX                                               | 2:44     |          |          |          |          |          |          |
| 7.       | Me and Julio Down by the Schoolyard (en)                                                                      | Paul Simon                                         | 2:27     |          |          |          |          |          |          |
| 8.       | They Provide the Paint for the Picture-Perfect Masterpiece That You Will Paint on the Insides of Your Eyelids | Bandits of the Acoustic Revolution                 | 3:33     |          |          |          |          |          |          |
| 9.       | Red Rubber Ball (en)                                                                                          | Paul Simon, basé sur la version de The Cyrkle (en) | 2:49     |          |          |          |          |          |          |
| 10.      | The Troubadour                                                                                                | Louis Jordan                                       | 3:33     |          |          |          |          |          |          |
| 11.      | Such Great Heights                                                                                            | The Postal Service                                 | 3:30     |          |          |          |          |          |          |
| 32:56    | |                                                    |          |          |          |          |          |          |          |

## Musiciens
Streetlight Manifesto
- Mike Brown : saxophone alto, saxophone baryton, chœurs.
- Jim Conti (en) : saxophone alto, saxophone ténor, chœurs, clarinette.
- Tomas Kalnoky : chant, guitare, ukulélé.
- Pete McCullough : basse, chœurs
- Mike Soprano : trombone, chœurs
- Matt Stewart : trompette, chœurs
- Chris Thatcher : batterie

Musiciens intervenants et production
- Achilles Kalnoky : violon
- Doug Holzapfel : orgue
- Dave Fowler : orgue
- Demian Arriaga : percussions
- Dan Potthast (en) : chœurs de groupe
- Lance Reynolds : chœurs de groupe
- Jason Kanter : mixage
- Alan Douches : mastering

## Classements
| Chart (2010)                    | Meilleure position |
| ------------------------------- | ------------------ |
| US Billboard 200                | 140                |
| US Billboard Heatseekers Albums | 4                  |
| US Billboard Independent Albums | 16                 |
| US Billboard Rock Albums        | 44                 |